# Sonic Blast
 (octobre 2019).
Si vous disposez d'ouvrages ou d'articles de référence ou si vous connaissez des sites web de qualité traitant du thème abordé ici, merci de compléter l'article en donnant les références utiles à sa vérifiabilité et en les liant à la section « Notes et références ».
Sonic Blast, ou G Sonic au Japon, est un jeu vidéo de plates-formes développé par Aspect et édité par Sega pour la Game Gear sorti en novembre 1996. Un portage sur Master System a été effectué au Brésil par Tectoy, cette version est sortie à la fin de l'année 1997.
Sonic Blast se retrouve dans une compilation avec d'autres jeux de la série dans Sonic Adventure DX ou bien Sonic Mega Collection Plus. Il est également possible d'en débloquer une démo dans Sonic Gems Collection.
Bien que le jeu soit sorti à la fin de l'année 1996, au même moment qu'un autre titre de la série au nom proche, Sonic 3D, les deux jeux n'ont ni le même scénario, ni les mêmes niveaux et ennemis.

## Histoire
Dans ce titre, Sonic et Knuckles font équipe pour réunir les cinq émeraudes du chaos puis vaincre le Dr. Robotnik.

## Système de jeu
Contrairement à son homonyme en 3D isométrique, Sonic 3D, Sonic Blast est, comme les précédents titres de la série, un jeu de plates-formes en défilement horizontal basé sur la vitesse.
Les deux personnages jouables de cet épisode sont Sonic et Knuckles. Le but du jeu est de réunir cinq émeraudes du chaos dans des niveaux graphiquement similaires aux niveaux bonus de Sonic the Hedgehog 3 mais dont l'objectif est le même que dans les stages bonus de Sonic the Hedgehog 2, à savoir récupérer un certain nombre d'anneaux. Les émeraudes ne peuvent être obtenues que dans les seconds actes de chaque stage. Finir un stage spécial au premier acte permet à la place de récupérer des vies supplémentaires. Comme dans Sonic 3, les entrées des stages spéciaux se font au moyen d'anneaux géants à traverser, cachés dans les stages normaux.
Tout comme dans Sonic Triple Trouble, lorsque le personnage est touché par un ennemi il ne perd qu'une portion de ses anneaux, contrairement aux trois premiers opus (Sonic the Hedgehog, Sonic 2 et Sonic 3) où tous les anneaux étaient perdus. Les mouvements de Sonic restent les mêmes que dans les opus précédents, avec en plus un double saut lui permettant d'atteindre des plateformes plus élevées, comme le permet le bouclier éclair dans Sonic 3. Knuckles quant à lui conserve ses mouvements de Sonic and Knuckles, à savoir la capacité à planer ou à escalader les murs.

## Graphismes
L'une des innovations de ce titre est que les textures sont précalculées, comme le sont de nombreux jeux 16 bits de Nintendo comme Donkey Kong Country, cela permet contrairement au calcul en temps réel d'avoir de bien meilleurs graphismes que les autres jeux 8 bits, plus proches d'un jeu 16 bits (comme ceux de la Mega Drive par exemple).